# Артерчук, Алина Сергеевна
Алина Сергеевна Артерчук (род. 13 октября 1995 год, Село Новосреднее, Ставропольский край, Россия) — российская регбистка и баскетболистка, выступавшая за женские сборные России по регби-15, регби-7 и пляжному регби. Мастер спорта России международного класса (30 июля 2020).

## Биография
Ученица пермской ДЮСШ «Олимпийские ракетки», Алина начинала свою спортивную карьеру в баскетболе, играя в секции Кунгура под руководством Вячеслава Сарапулова. В составе кунгурской команды «Лидер» неоднократная чемпионка города и Пермского края, лучший игрок чемпионата Пермского края 2014 года. В 2012 году выступала в составе сборной Пермского края на чемпионате России среди школьников, играла за клуб ПНИПУ-П под номером 13 (команда Пермского политехнического университета) в сезоне 2012/2013 (8 игр, по 7,1 очков и 4,9 подборов в среднем за матч). Также играла за команду Пермской фармацевтической академии, в сезоне 2014/2015 выступала в составе клуба «Зыряночка» (Сыктывкар) в Высшей баскетбольной лиге России и в Кубке России (три передачи в игре против дубля ногинского «Спартака»).
С ноября 2016 года Алина начала играть в регби, выступала за команду «Витязь» (г. Пермь) и была её капитаном. Серебряный призёр чемпионата Москвы и чемпион России по пляжному регби в составе «Витязя» (лучший игрок чемпионата 2017 года). В июле 2017 года была приглашена в сборную по пляжному регби на дебютный чемпионат Европы, в котором россиянки одержали победу. В 2019 году в составе сборной России стала бронзовым призёром чемпионата Европы по регби-15 и выиграла чемпионат Европы по регби-7; в декабре 2019 года была заявлена на этап Мировой серии 2019/2020 в Кейптауне. В том же году стала бронзовым призёром летней Универсиады 2019 года по регби-7 в Неаполе (представляла Московскую международную академию) и выступила на фестивале регби в Дубае как игрок второй сборной по регби-7.
Участница летних Олимпийских игр 2020 в Токио в составе команды ОКР, включена как резервистка в состав. В том же 2021 году сыграла на втором этапе чемпионата Европы по регби-7 в Москве и одержала победу со сборной России.
Выступая за клуб «Енисей-СТМ», в конце мая 2023 года в заключительном туре чемпионата России по регби-7 Алина получила травму, после которой долго восстанавливалась. 15 сентября 2023 года она объявила о завершении профессиональной карьеры.